# Xuân Tứ
Nguyễn Xuân Tứ là nhạc công accordéon, nhạc sĩ tân nhạc và giảng viên âm nhạc Việt Nam, ông được biết đến là nghệ sĩ độc tấu accordéon bản "Trường ca sông Lô" thành công nhất và là tác giả của ca khúc "Người ở đừng về".

## Tiểu sử
Nguyễn Xuân Tứ sinh ngày 16 tháng 2 năm 1933 tại Chiêm Hóa, Tuyên Quang nhưng quê gốc của ông ở xã Như Phượng, huyện Văn Giang, Hưng Yên.
Ông có hai người con, một người con gái là giảng viên âm nhạc tại Thụy Điển, con trai là nhạc sĩ Xuân Phương. Cháu gái ông là Nguyễn Minh Phương cũng là một nghệ sĩ âm nhạc.

## Sự nghiệp
Năm 16 tuổi, Xuân Tứ đã bắt đầu sáng tác, từ ca khúc đầu tay "Nhớ xưa" được nhiều phổ biến với các học sinh trường cấp III Tân Trào – Tuyên Quang. Tháng 4 năm 1950 ông nhập ngũ, theo học và sau đó tốt nghiệp trường Sĩ quan Lục quân 1, ông được các nhạc sĩ Nguyễn Xuân Khoát, Đỗ Nhuận, được mời về Đoàn Văn công Lục quân. Ông bắt đầu chơi accordéon từ thời điểm này.
Kỹ năng chơi đàn của ông dần nâng cao và được biết đến khi biểu diễn độc tấu ca khúc "Trường ca Sông Lô" của nhạc sĩ Văn Cao.
Năm 1956, Xuân Tứ chuyển về Đoàn Ca múa Nhân dân Trung ương, đi biểu diễn, đồng thời sáng tác, phối nhạc, chỉnh lý và cải biên nhiều tác phẩm từ nhạc dân ca  trong đó có ca khúc "Người ở đừng về" cải biên từ bài Quan họ cổ "Chuông vàng gác cửa tam quan" và "Quê hương tôi" từ một làn điệu chầu văn. Trong hai thập niên 1960, 1970, ca khúc "Người ở đừng về" qua tiếng hát của nghệ sĩ Thanh Huyền phát trên sóng Đài Tiếng nói Việt Nam có sức lan tỏa lớn mạnh đến thính giả. Điều này dẫn đến việc nhiều người lầm tưởng "Người ở đừng về" là một bài quan họ thực sự, không chỉ người bình dân mà cả một số nhà nghiên cứu cũng  mắc phải nhầm lẫn này.
Xuân Tứ được cử đi thực tập tại Nhạc viện Quốc gia Sofia – Bulgaria – từ năm 1969 đến năm 1972, trong thời gian học tập, ông được trường cử tham gia một số cuộc thi accordéon quốc tế như Coup Mondial tại Ba Lan năm 1978 và Klingenthal, Đức năm trong các thập niên 1980 và 1990. Sau này ông đã viết nhiều tác phẩm cho accordéon, trong đó có 4 tác phẩm được đưa vào danh mục bài thi accordéon quốc tế. Đến nay, ông đã sáng tác được khoảng 30 tác phẩm cho accordéon và dàn giao hưởng.
Ở cương vị giảng dạy, Xuân Tứ đã biên soạn giáo trình cho accordion từ năm 1973, ông tham gia đào tạo nhiều nhạc công accordion xuất sắc. Ông là Chủ nhiệm Khoa accordion và guitar của Nhạc viện Hà Nội từ năm 1873 đến 1985. Từ cuối thập niên 1980, với sự du nhập của đàn phím điện tử, Xuân Tứ đã bỏ công tìm hiểu và nhiều sáng tác những tác phẩm dành cho loại nhạc cụ mới này, tiêu biểu như: "Hội Lim", "Tuổi học trò", "Tình yêu chung thủy", "Biển nhớ", "Hoa ban và cô gái Thái"... Năm 1988, Xuân Tứ được phong danh hiệu Nghệ sĩ ưu tú.
Ông từng giữ chức Phó Giám đốc Nhạc viện Hà Nội, từ năm 1986-1995, ông là Hiệu trưởng Trường Cao đẳng Nghệ thuật Hà Nội. Trong thời gian này ông đã có công xây dựng dàn nhạc dân tộc quy mô lớn, dàn nhạc bán cổ điển, lập khoa Nhạc nhẹ đầu tiên của Việt Nam.  Năm 1999, ông được trao Huy chương Vì sự ngiệp Văn học Nghệ thuật Việt Nam, ngoài ra ông còn nhận được các Huân chương Kháng chiến.
Năm 2005, ông là người châu Á duy nhất và cũng là người Việt Nam đầu tiên được Liên hiệp người chơi Accordéon quốc tế tôn vinh là một trong số nghệ sĩ accordéon có đóng góp xuất sắc của thế giới.

## Vinh danh
- Nghệ sĩ ưu tú (1988)
- Huy chương Vì sự ngiệp Văn học Nghệ thuật Việt Nam (1999)
- Huân chương Kháng chiến chống Pháp hạng Ba
- Huân chương Kháng chiến chống Mỹ hạng Nhất.

## Tác phẩm

### Ấn phẩm
- Phương pháp dạy và học đàn phím điện tử - tập 1, Nhà xuất bản Đại học Sư phạm Hà Nội (2004)
- Phương  pháp dạy và học đàn phím điện tử - tập 2, Nhà xuất bản Đại học Sư phạm Hà Nội (2005)

### Tân nhạc[2]
- Người ở đừng về
- Hội Lim
- Tuổi học trò
- Tình yêu chung thủy
- Biển nhớ
- Hoa ban và cô gái Thái
- Đã lâu về chốn đây
- Đi xem voi
- Quê hương tôi

### Khí nhạc, nhạc giao hưởng[2]
- Âm thanh núi rừng
- Khúc nhạc xuân
- Sonate ba chương Những năm tuổi trẻ
- Rhapsodie Trường Sơn
- Fantaisie
- Du kích sông Thao (đồng tác giả: Đỗ Nhuận)
- Concerto D-dur cho accordéon và piano
- Đoàn tàu gia nhập hỏa tuyến[6]
- Concerto cho đàn tranh và dàn nhạc (1989)
- Concerto cho đàn t'rưng và dàn nhạc (1987)
- Giai điệu tình yêu cho violon và dàn nhạc (1988)

### Chuyển thể các ca khúc sang khí nhạc
- Quê hương Tây Nguyên (sáng tác: Nguyễn Văn Thương)
- Hoa thơm bướm lượn (st: Phạm Văn Chừng)
- Quê hương tươi đẹp (st: Hà Sâm)
- Khúc biến tấu "Gửi Tây Nguyên" (st: Văn Thắng)
- Nữ anh hùng miền nam (Nguyễn Thị Nhung)
- Cuộc chiến đấu vỹ đại (st: Đinh Xuân Tứ)
- Giọng nói mùa xuân (vở Opera: Voices of Spring, st: Johann Strauss II)